# Hapax legomenon
Begreppet hapax legomenon innebär ett ord som endast är känt från ett enda ställe inom en text, hos en viss författare eller inom ett helt språk.
Filologer använder det oftast om det sista fallet, det vill säga då ett ord är känt endast från en enda (gammal) källa och där denna inte ger goda möjligheter till en säker tolkning av ordets innebörd. Uttrycket (ἅπαξ λεγόμενον) betyder på klassisk grekiska "/något som/ endast sagts en gång".
Även om det i strikt mening bara är fråga om uttryck som finns belagda en enda gång i ett verk används "hapax legomenon" eller enbart hapax ibland i fall där ett ord förekommer på flera ställen i samma verk men inte kan ges någon säker förklaring (till exempel "Sela" i Psaltaren). Det handlar i regel om texter på ett sedan länge utdött språk eller språkstadium, där tolkningen försvåras av att många andra texter gått förlorade.

## Exempel
Ett av kanske det populäraste exemplen på fenomenet finns i Sator-arepo-formeln där ordet AREPO klassificeras som hapax legomenon. Enligt några tolkningar är Arepo ett egennamn..